# Ivașînivka, Peatîhatkî
Ivașînivka (în ucraineană Івашинівка) este localitatea de reședință a comunei Ivașînivka din raionul Peatîhatkî, regiunea Dnipropetrovsk, Ucraina.

## Demografie
Componența lingvistică a localității Ivașînivka
     Ucraineană (89,58%)
     Rusă (9,91%)
     Alte limbi (0,39%)
Conform recensământului din 2001, majoritatea populației localității Ivașînivka era vorbitoare de ucraineană (89,58%), existând în minoritate și vorbitori de rusă (9,91%).